# Faró
El faró (Notoscopelus elongatus) és una espècie de peix de la família dels mictòfids i de l'ordre dels mictofiformes.
Els mascles poden assolir 10,6 cm de longitud total. A França és depredat per Dalatias licha. És un peix marí i d'aigües profundes que viu entre 45-1.000 m de fondària endèmic de l'oest de la Mediterrània.